# Francisco Vergara
Francisco Vergara (Valencia, 1681-Valencia, 1753) fue un escultor y arquitecto valenciano. Llamado «el Mayor» o «el Viejo» para distinguirlo de su sobrino Francisco Vergara Bartual. 

## Biografía
Fue discípulo de Leonardo Julio Capuz y completó su formación con Konrad Rudolf, que entonces trabajaba en la portada barroca de la Catedral de Valencia, y con el que colaboró, esculpiendo las estatuas de los papas valencianos Calixto III y Alejandro VI. Otros trabajos suyos son las estatuas y adornos de la capilla del santo Sepulcro a San Bartolomé de Valencia, el retablo mayor de San Agustín, en la misma ciudad; Jesucristo muerto en el Convento de Santo Domingo, retrato en mármol de Luis I de España en la Alameda de Valencia, en la imagen de la Virgen de los Desamparados sobre el puente del Mar; estatuas de San Bernardo y sus hermanas María y Juana y retablo de la iglesia del convento de San Francisco en Alcira, y retablo del convento de San Francisco en Játiva. Como arquitecto construyó la fachada de la iglesia de San Martín y San Antonio en Valencia.
Hijos suyos fueron el pintor José Vergara Gimeno y el escultor Ignacio Vergara Gimeno.